# Urophora lopholomae
Urophora lopholomae
 es una especie de insecto del género Urophora de la familia Tephritidae del orden Diptera. 
White y Valery Korneyev lo describieron científicamente por primera vez en el año 1989.